# Mokrzec (gromada)
Mokrzec – dawna gromada, czyli najmniejsza jednostka podziału terytorialnego Polskiej Rzeczypospolitej Ludowej w latach 1954–1972.
Gromady, z gromadzkimi radami narodowymi (GRN) jako organami władzy najniższego stopnia na wsi, funkcjonowały od reformy reorganizującej administrację wiejską przeprowadzonej jesienią 1954 do momentu ich zniesienia z dniem 1 stycznia 1973, tym samym wypierając organizację gminną w latach 1954–1972.
Gromadę Mokrzec z siedzibą GRN w Mokrzcu utworzono – jako jedną z 8759 gromad na obszarze Polski – w powiecie dębickim w woj. rzeszowskim na mocy uchwały nr 19/54 WRN w Rzeszowie z dnia 5 października 1954. W skład jednostki weszły obszary dotychczasowych gromad Dobrków, Gołęczyna (bez terenów położonych po lewej stronie rzeki Wisłoki), Gębiczyna, Jaworze Dolne, Mokrzec (bez terenów położonych po lewej stronie rzeki Wisłoki), Parkosz (bez terenów położonych po lewej stronie rzeki Wisłoki) i Połomeja ze zniesionej gminy Pilzno w tymże powiecie. Dla gromady ustalono 21 członków gromadzkiej rady narodowej.
Gromada przetrwała do końca 1972 roku, czyli do kolejnej reformy gminnej.